# 姚俊
姚 俊（ヨウ シュン、英語: YAO JUN、1977年1月18日 - ）は、日本の会計学者。明治大学商学部教授。福井コンピュータホールディングス取締役。日本公認会計士協会学術賞等受賞。

## 人物・経歴
上海外国語大学国際経済貿易管理学部卒業後、2010年神戸大学大学院経営学研究科会計システム専攻博士後期課程修了、博士（経営学）。指導教員は古賀智敏。
日本学術振興会特別研究員を経て、2011年立命館大学経営学部助教。2013年国際会計研究学会学会賞受賞。同年パドヴァ大学客員研究員、オーストラリア国立大学客員研究員。2014年日本公認会計士協会学術賞受賞。
2015年明治大学商学部専任講師、PwCあらた監査法人あらた基礎研究所研究員。2018年明治大学商学部専任准教授。2023年明治大学商学部教授、福井コンピュータホールディングス取締役。

## 著書
- 『Japan GAAP guide』（古賀智敏と共著）CCH Japan 2010年
- 『IFRS時代の最適開示制度 : 日本の国際的競争力と持続的成長に資する情報開示制度とは』（古賀智敏編著）千倉書房 2011年
- 『グローバル化時代におけるリスク会計の探求』千倉書房 2013年
- 『会計研究の系譜と発展』（古賀智敏編著）千倉書房 2019年